# Limitarisme
 (mars 2022).
La mise en forme du texte ne suit pas les recommandations de Wikipédia : il faut le « wikifier ».
Les points d'amélioration suivants sont les cas les plus fréquents. Le détail des points à revoir est peut-être précisé sur la page de discussion.
- Les titres sont pré-formatés par le logiciel. Ils ne sont ni en capitales, ni en gras.
- Le texte ne doit pas être écrit en capitales (les noms de famille non plus), ni en gras, ni en italique, ni en « petit »…
- Le gras n'est utilisé que pour surligner le titre de l'article dans l'introduction, une seule fois.
- L'italique est rarement utilisé : mots en langue étrangère, titres d'œuvres, noms de bateaux, etc.
- Les citations ne sont pas en italique mais en corps de texte normal. Elles sont entourées par des guillemets français : « et ».
- Les listes à puces sont à éviter, des paragraphes rédigés étant largement préférés. Les tableaux sont à réserver à la présentation de données structurées (résultats, etc.).
- Les appels de note de bas de page (petits chiffres en exposant, introduits par l'outil «  Source ») sont à placer entre la fin de phrase et le point final[comme ça].
- Les liens internes (vers d'autres articles de Wikipédia) sont à choisir avec parcimonie. Créez des liens vers des articles approfondissant le sujet. Les termes génériques sans rapport avec le sujet sont à éviter, ainsi que les répétitions de liens vers un même terme.
- Les liens externes sont à placer uniquement dans une section « Liens externes », à la fin de l'article. Ces liens sont à choisir avec parcimonie suivant les règles définies. Si un lien sert de source à l'article, son insertion dans le texte est à faire par les notes de bas de page.
- La présentation des références doit suivre les conventions bibliographiques. Il est recommandé d'utiliser les modèles {{Ouvrage}}, {{Chapitre}}, {{Article}}, {{Lien web}} et/ou {{Bibliographie}}. Le mode d'édition visuel peut mettre en forme automatiquement les références.
- Insérer une infobox (cadre d'informations à droite) n'est pas obligatoire pour parachever la mise en page.

Pour une aide détaillée, merci de consulter Aide:Wikification.
Si vous pensez que ces points ont été résolus, vous pouvez retirer ce bandeau et améliorer la mise en forme d'un autre article.
Le limitarisme est un ensemble de théories, politiques, philosophiques, religieuse ou morales postulant la nécessité d'avoir des limites.

## Origine
L'idée de limiter la richesse peut être trouvée jusqu'aux écrits d'Aristote.

## Having too much
Ingrid Robeyns, dans son article Having too much (Trop avoir) rapporte que très peu d'analyses économiques ont fait référence aux revenus supérieur, les écrits faisant surtout référence à des solutions pour niveler par le bas, plutôt que de mettre une limite vers la richesse et son accumulation.

### Économies
Elle rapporte que "la plupart des pays ont des partis disant que les plus riches devraient payer les crises, plutôt que les classes moyennes ou les pauvres".
Elle inclut comme exemple Occupy Wall Street déclarant que les 1 % les plus riches devaient payer le plus de taxes.
Dans l'introduction, Ingrid Robeyns fait référence à d'autres possibles limites, cependant elle décide de concentrer sa thèse sur l'économie.
Elle parle de "surplus d'argent", en parlant de personnes dont le revenu est supérieur à celui dont il faut disposer pour assurer ses besoins.

### Principaux arguments d'Having too much
Elle choisit dans ce papier de faire une argumentation "non-idéaliste", et ne dit pas que la richesse en soi est immorale, mais que dans le contexte actuel (dans un monde qui n'est pas idéal), elle l'est. Cependant pour certains auteurs comme elle le rapporte elle est décrite comme immorale, dès qu'il est pris plus que nécessaire pour vivre.

### Équité politique
Ingrid cite à nouveau Thomas Christiano disant "personnes riches" et même les "classes moyennes" ont beaucoup moins de difficulté qu'une personne pauvre à acquérir de l'influence politique. Pour une personne pauvre, dépenser même 100 euros en donations politiques, peut être difficile.
Bien qu'en droit de vote les votes de personnes plus pauvres soient en principe égaux à ceux de personnes plus riches. La différence est que des personnes plus riches peuvent plus facilement acquérir de l'influence notamment en dehors du système électoral, mais en son sein également.

#### Contournement des obstacles légaux
Finalement, un autre argument avancé, est que « S'il était démocratiquement décidé qu'un pays veuille moins de gaz à a effet de serre, une entreprise pourrait délocaliser ses activités », de façon à se soustraire de certaines obligations.

#### Constitution
Aucune constitution selon Thomas Christiano, ne garantit "le droit d'accéder à la richesse" (en opposition avec prospérité seule). Être riche n'est pas un droit constitutionnel, voire légal selon lui, il continue dans cette lancée. Même sans avoir le droit de vote, une seule personne riche pourrait quand même obtenir une influence politique, potentiellement hors de proportion.

#### Besoin urgents
L'auteur ne condamne pas la richesse, mais elle considère qu'un certain nombre de besoins urgents, ne sont pas remplis actuellement, elle donne :
- La pauvreté absolue[1]
- La pauvreté relative[1]
- La crise climatique[1]

#### Accumulation des richesses
L'accumulation des richesses est critiquée, car ne permettant pas de répondre à des besoins.

## Définition de la richesse
Dans la 5e partie de sa thèse est mis en avant le besoin de "définir" ce qu'est une personne riche, ce qui peut causer quelques réflexions et problèmes, aussi parce qu'il n'y a pas de définition formelle, "standard"
Plusieurs questions et éléments, dont rapporté par d'autres auteurs sont définis :
- Pauvreté relative (par rapport à un pays) et limitée dans l'espace. (C'est-à-dire l'état de pauvreté d'une personne l'échelle d'un état, de l'Union européenne, ou du monde)[1].
- Pauvreté absolue (pas d'éducation, sous-nutrition, pas d'accès à une eau satanisée)[1]
- Pauvreté relative (purement numérique, typiquement représentée par le seuil de pauvreté d'un état), mais qui peut ne pas prendre en compte la situation, le coût de la vie à un endroit donné entre autres.
- Possessions (avoir une voiture neuve, en Union européenne, ne fait pas qu'une personne est riche, pourtant dans certaines régions du monde, posséder une voiture, est suffisant, pour être considéré comme riche)[1].
- La capacité à survenir à ses besoins plutôt que la pauvreté relative (sous-emploi, travailler au salaire minimum) ou absolue (gagner 400 euros par mois, en Slovaquie, en travaillant à mi-temps)[1].
- Une personne par rapport à sa capacité à acheter des produits "de luxe" (classés "moins riche", " riche", "très riche")[1].
- Le coût de vie, pour une personne économiquement riche, mais ayant des coûts très élevés pour vivre, ou trop élevés par rapport à la moyenne (par exemple une personne devant s'acheter de l'insuline tous les jours, bien qu'ayant sans ce cout un revenu, permettant d'acheter une voiture coûteuse)[1].

Elle recommande de réaliser une mesure une prenant en compte les différences, mais pas toutes les différences entre personnes.

### Qu'est-ce qu'un luxe?
- Un scooter, dans une ville avec d'excellents transports publics et des pistes cyclables; qui s'il est utilisé "pour s'amuser" ou parce que la personne est "un peu paresseuse", est un produit de luxe, mais ne le serait pas dans une ville sans transports publics[1].

- Un produit peu cher mais relativement superflu (des chips), par rapport à un matériel professionnel couteux, mais indispensable et utilisé tous les jours (une moissonneuse batteuse, une machine à sténographie)[1]

Elle avance aussi la question des "goûts de luxe".

### Recommandations
Donner une définition basée sur "ce que les gens peuvent, ou ne peuvent pas se permettre" plutôt que sur "Ce qu'ils possèdent et ne possèdent pas".

## Notions introduites

### Pouvoir matériel des ressources
Elle propose le Pouvoir matériel des ressources, pour mieux définir la richesse, qu'avec les mesures habituelles (revenu, salaire, quartile de revenu, etc.)
La formule proposée est celle qui suit :
PMR = (Yg+Yk+ A–EXP–T–G)*ES*CF
- Yg = revenu d'un foyer.

- G = argent donné gratuitement à d'autres personnes

- A = la valeur à vie, des possessions matérielles d'une personne, sous la forme d'annuité mensuelles

- EXP = dépenses non essentielles

- T = taxes et prélèvements.

- CF= Capacité de fonctionnement (capacité subvenir à ses besoins, sans intermédiaire)

Si le CF est égal à 1, la personne est totalement capable d'entreprendre des actions, et subvenir à ses besoins.
Si le CF est en dessous d'1, la personne est au moins partiellement handicapée.
- ES = Échelle d'équivalent (une échelle utilisée, pour définir la composition d'un foyer, et que qu'il implique sur les coûts), similaire au quotient familial français.

Si le CF est égal à 1, la personne est totalement capable d'entreprendre des actions, et subvenir à ses besoins.
Si le CF est en dessous d'1, la personne est partiellement handicapée.

### Auto-description
L'auteur donne un exemple, et fait le contraste entre richesse, et la richesse subjective.
Une personne peut être riche, et très seule. Et une personne au revenu moyen, peut se dire très satisfaite de ses amis, et se contenter de randonnée dans les bois.
"La seconde personne peut se considérer comme riche, mais d'un point de vue redistributif, elle ne l'est pas". Selon elle, l'inverse existe aussi une personne riche" peut ne pas se considérer en tant que tel. Beaucoup de personnes, ne savent pas ou pas précisément ou elles se situent réellement en richesse, par rapport aux autres.

### Critères
Elle prend des critères dérivés "des écrits occidentaux"
Santé physique, sécurité, loisirs, environnement, capacité de mouvement, sécurité, environnement. Elle propose ensuite de calculer le coût total pour une "vie totalement florissante", par rapport à une aire géographique, une quelconque personne, recevant un salaire supérieur à 200 000 euros par an est "riche".
Elle propose un panier de produits "transport, nourriture, logement, etc." pour définir ce qu'il faudrait ou pas pour une vie florissante. Elle exclut certains produits. Cependant, le PMR ne prend pas en compte comment elle gens dépensent leur argent, et ne les force pas. Une personne non riche, pourrait très bien prendre un avion, pour aller assister à une fête sur un autre continent. Mais c'est en dehors de ce que le panier inclurait.

### Aspect politico-moral
Elle conclut que le limitarisme, peut exister moralement, à un niveau plus individuel, mais elle le défend comme un principe à appliquer politiquement, et elle encourage le débat sur les niveaux, indicateurs, et autre paramètre d'un limitarisme.
Selon Alexandria Corto, députée américaine, « Chaque milliardaire est un échec politique »,

### Portée
Pour elle, l'objectif, n'est pas d'empêcher la poursuite de la richesse, mais dans le contexte actuel, elle voit le limitarisme, comme capable d'augmenter les opportunités notamment "plus pauvres du monde". S'enrichir n'est pas immoral, aussi longtemps que cela bénéficierait aux autres, cependant elle voit le limitarisme, comme un meilleur moyen, de répondre au besoin, au moins dans l'immédiat. Elle considère également, que malgré tout, le fait de ne pas mettre de limite à la richesse, serait quand même détrimental politiquement.

### Proposition finale
Elle décrit ses propositions, comme "concentré sur ceux qui ont des obligations" (les personnes à taxer), plutôt qu'orienté vers "les receveurs" de l'aide.
Elle propose qu'à partir d'un certain niveau, les revenus soient taxés à 100 %.

## Limitarisme non économique

### Pollution

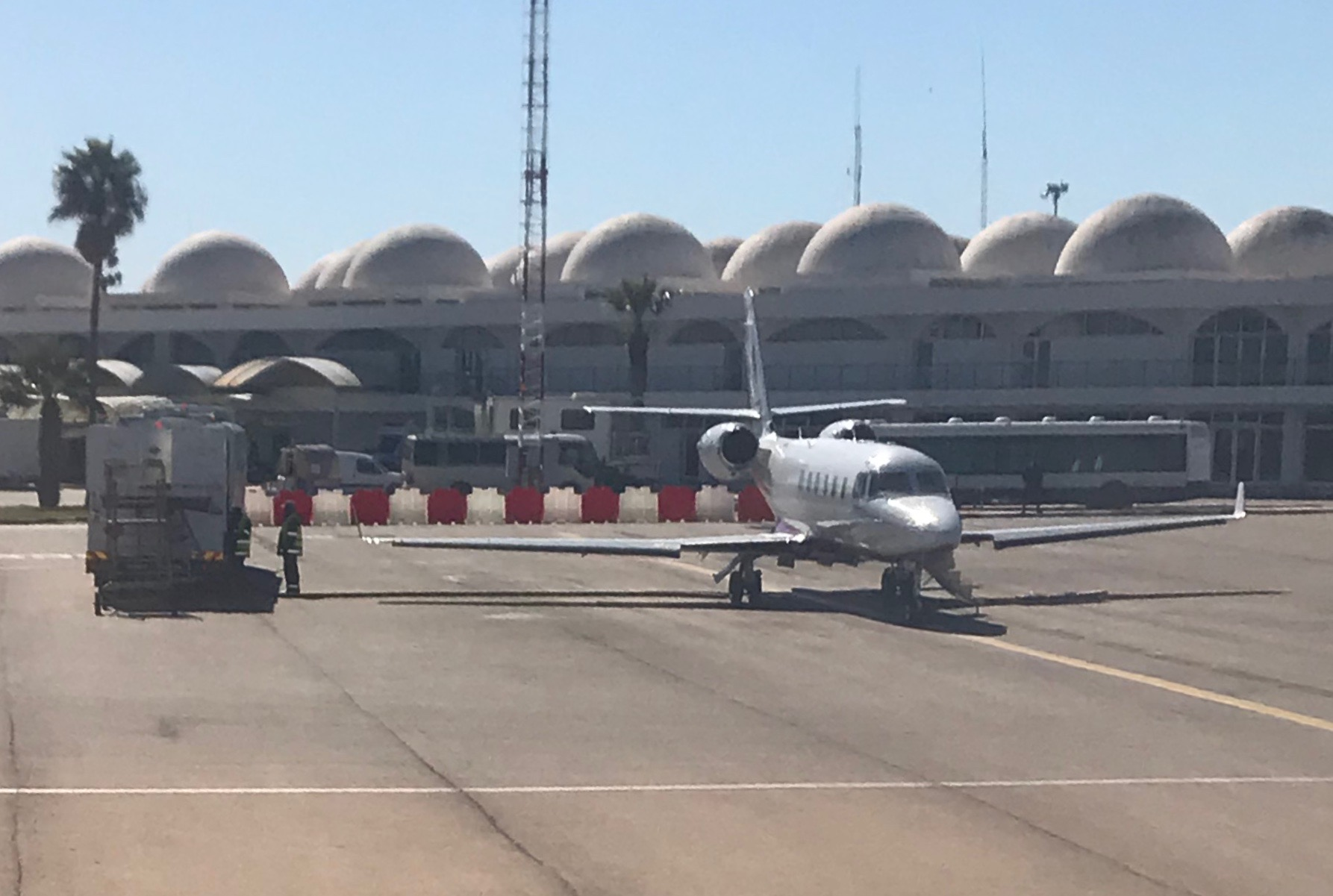
Jet privé à l'aéroport de Djerba

Ingrid fait aussi référence au fait qu'une limite devrait être imposée sur la pollution, et qu'il serait souhaitable, de créer un PMR prenant également en compte l'aspect écologique. Une idée similaire est rapportée par Andreas Malm dans son livre Comment saboter un pipeline, déclarant qu'il faut d'abord s'attaquer aux émissions des plus riches, notamment en faisant référence aux jets privés qui en sont l’exemple le plus commun. Cependant, il rapporte que les SUVs causent bien plus de pollution, bien que beaucoup plus accessibles. En son sens, beaucoup plus de personnes devraient avoir leurs styles de vies limités. Cependant, pour lui les jets sont une priorité et un symbole,.
Ingrid donne l'exemple de la pollution causée par les yachts.
Enfin, plus généralement, il voit les jets et les SUVs, ainsi que l'industrie pétrolière, et les mines de charbon comme des exemples de choses sur lesquelles il faudrait mettre des limites en priorité. Selon lui, c'est une minorité de choses, technologies et machines qui sont à viser, pour leur capacité à polluer, par rapport au « reste ».

### Enfants
Dans l'introduction, Ingrid Robeyns déclare qu'il serait possible de vouloir demander à limiter le nombre d'enfants à 1 par famille, « le temps que la crise climatique durera ».